# Filar

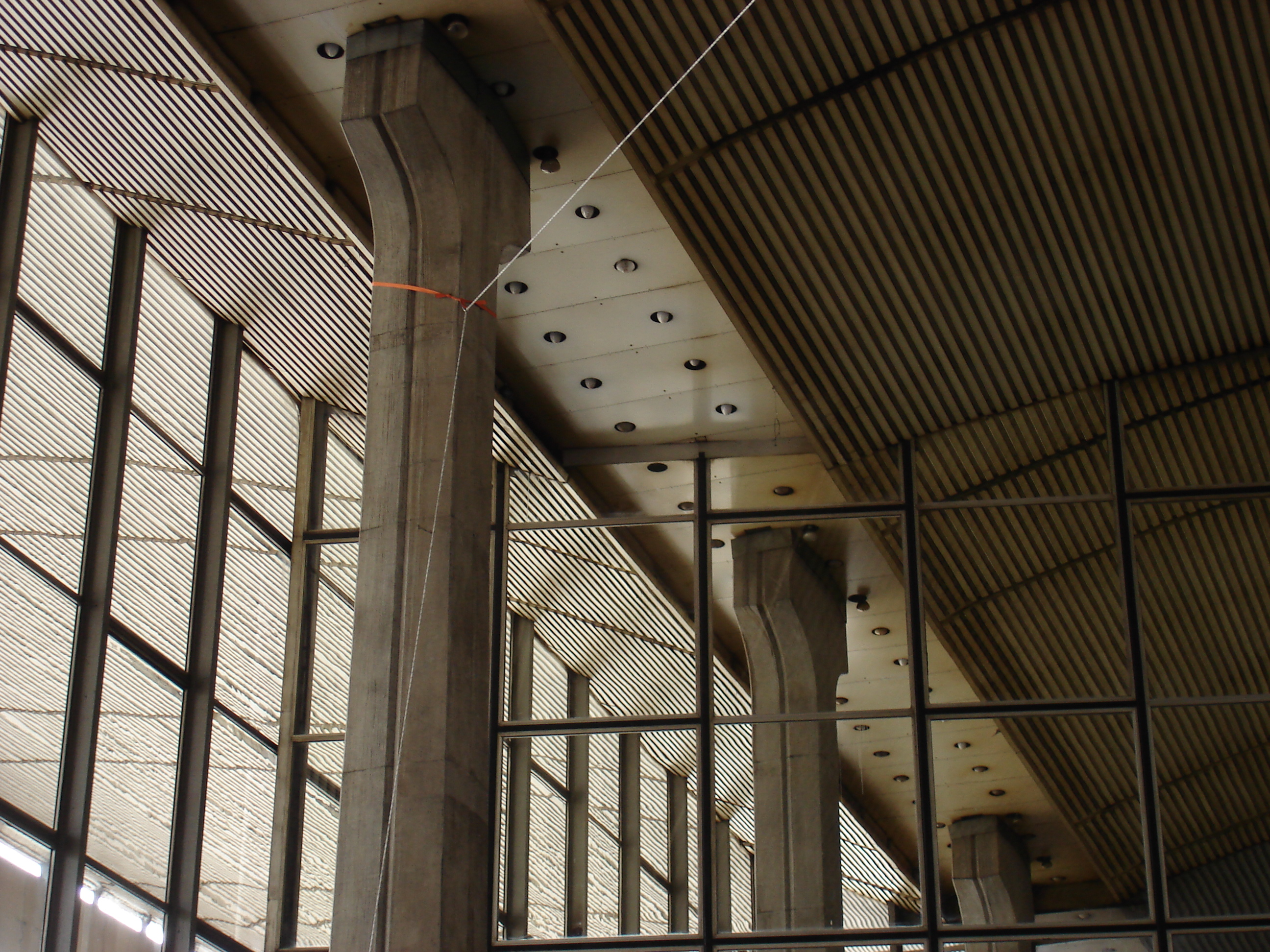
Filary na Dworcu Centralnym w Warszawie (1975)

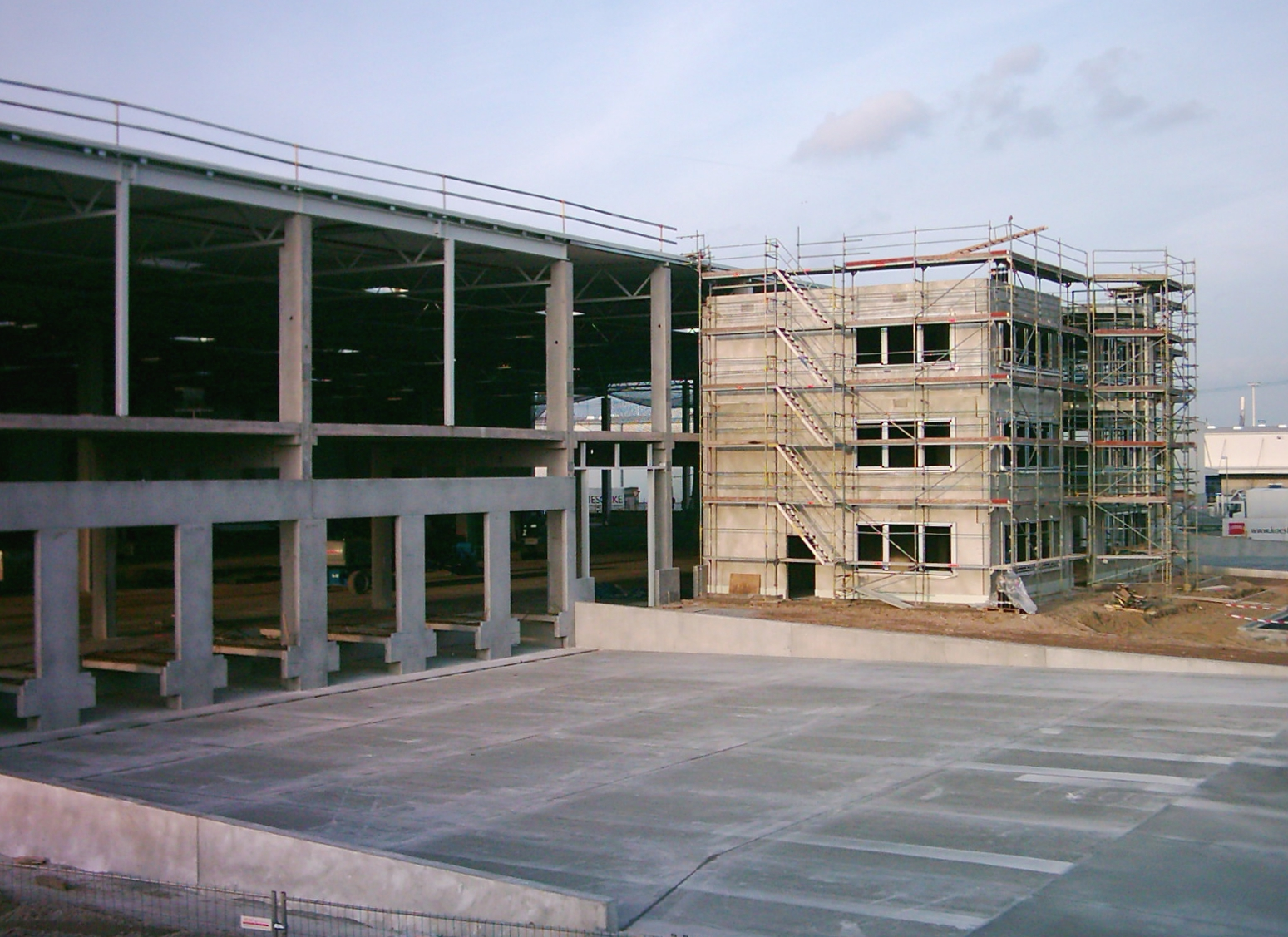
Filary w postaci słupów żelbetowych

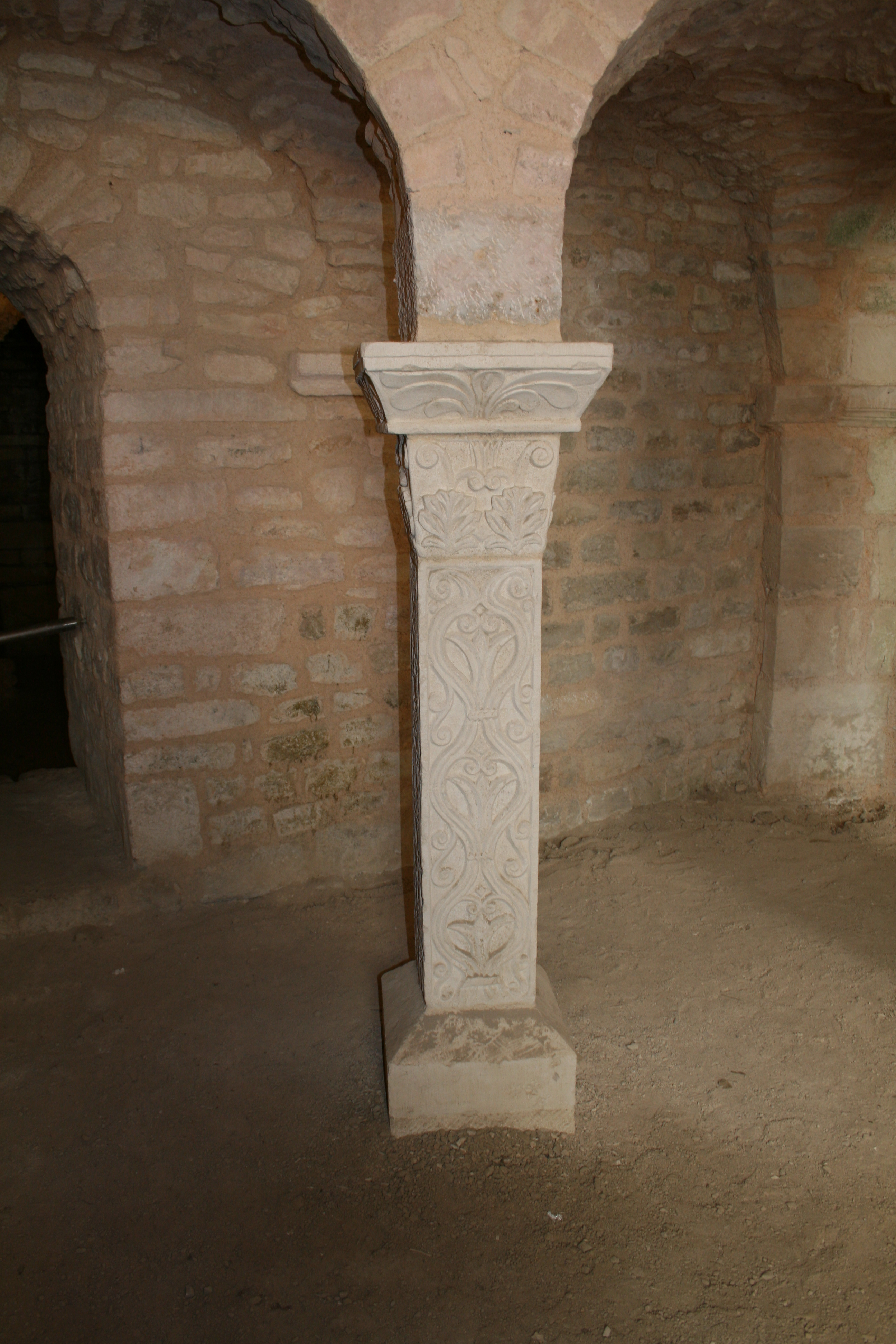
Filar

Filar – pionowa, wolno stojąca podpora konstrukcji. Filar może być masywny (np. filar mostu), ale bywają także filary o postaci słupów. Takie filary, o kołowym lub wielobocznym kształcie ich przekrojów poprzecznych, nazywane są kolumnami.
Filar, który jest częściowo schowany w ścianie lub stoi przy niej, to pilaster.
Filar jest w architekturze jednym z najstarszych elementów podporowych, stosowanym od czasów starożytnych. Filary wykonywane są z różnych materiałów, np. kamienia, cegieł, drewna, stali, żelbetu.